# Guerra de Bandidos
Guerra de bandidos, o Guerras de bandidos, fue una serie de redadas en Texas, iniciadas en 1910 antes de culminar finalmente en 1919, que fueron llevadas a cabo por rebeldes mexicanos de los estados de Tamaulipas, Coahuila y Chihuahua. Antes de 1914, la facción carrancista era responsable de la mayoría de los ataques, pero en enero de 1915, los rebeldes conocidos como sedicionistas redactaron el Plan de San Diego y comenzaron a lanzar sus propias redadas. El plan requería una guerra racial , para librar a los estados fronterizos de Estados Unidos de su población angloamericana y la anexión de los estados fronterizos a México. Sin embargo, los seditionistas nunca pudieron lanzar una invasión a gran escala de los Estados Unidos, por lo que recurrieron a realizar pequeñas incursiones en Texas. Gran parte de los combates involucraron a la División de Guardabosques de Texas , aunque el Ejército de los Estados Unidos también participó en acciones de unidades pequeñas con bandas de asaltantes Sedicionistas.

## Campaña sedicionista
El punto culminante de los combates fue en 1915. El 6 de enero, Basilio Ramos y un grupo de sus seguidores redactaron el Plan de San Diego, en San Diego, Texas, para intentar poner a los estados fronterizos de Estados Unidos bajo el gobierno del presidente Venustiano Carranza. Llamándose a sí mismos los Sedicionistas, los rebeldes comenzaron a atacar pequeños puestos de avanzada y asentamientos estadounidenses a lo largo del Río Grande, muchos de los cuales estaban custodiados por soldados del Ejército de los Estados Unidos. El primer ataque tuvo lugar el 4 de julio de 1915, cuando una banda de aproximadamente cuarenta rebeldes montados cruzó la frontera y allanó el Rancho Los Indios en el Condado de Cameron. Sin embargo, el primer derramamiento de sangre no se produjo hasta cinco días después, el 9 de julio, cuando un empleado de King Ranch mató a uno de los asaltantes cerca de Norias Ranch. El 11 de julio, dos policías mexicano-estadounidenses fueron fusilados, desde una distancia, cerca de Brownsville, uno más tarde murió. Las autoridades estadounidenses dijeron que " los oficiales mexicanos sabían de los planes [Plan de San Diego] de sus compañeros antes del comienzo real de las operaciones y que esta fue la causa de los diversos esfuerzos para asesinarlos" . Durante las próximas dos semanas hubo varios informes de redadas, ataques contra agentes de policía e intentos de asesinato de propietarios de tierras locales. A fines de julio, los asaltantes intentaban interrumpir las comunicaciones con las personas en el Valle del Bajo Río Grande e interrumpir el transporte ferroviario. El 25 de julio, quemaron un puente que pertenecía al ferrocarril de St. Louis, Brownsville y México y luego cortaron algunos cables de telégrafo cerca de Harlingen. Unos días después de eso, el Gobernador de Texas, James E. Ferguson, envió al Capitán de Guardaparques de Texas, Harry Ransom, al Valle del Bajo Río Grande para liderar una "campaña de pacificación". Según el autor John William Weber, Ransom estaba a cargo de una "escuadrón de asesinatos" que llevó a cabo una " campaña de aniquilación en la tierra quemada" contra mexicanos culpables e inocentes.
Algunas personas sospechaban que la lucha actual provocaría una guerra en toda regla entre los Estados Unidos y México. Un texano del sur escribió; " Nunca he estado satisfecho con los eventos de Álamo y Goliad, y siempre he sentido que los mexicanos nos debían algo, y si hay una segunda convocatoria y para una guerra, los mexicanos ciertamente obtendrán lo que les corresponde. Los tejanos."  El 29 de julio, un mexicano llamado Adolfo Muñoz fue asesinado cerca de San Benito por "maquinaciones para robar a un banco local y tener conexiones con asaltantes armados."  El alguacil adjunto del condado de Cameron Frank Carr y el guardabosques de Texas Daniel Hinojosa arrestaron a Muñoz, pero según los oficiales, cuando salían de San Benito, un grupo de ocho hombres armados, con máscaras, los obligó a abandonar a Muñoz. Al día siguiente, el cuerpo de Muñoz fue encontrado a unos tres kilómetros de la ciudad, "acribillado a balazos" y colgado de un árbol. El linchamiento, ya sea perpetrado por los rebeldes o por los tejanos, creó una atmósfera de desconfianza entre la población mexicana local para los Rangers de Texas y otras fuerzas policiales estadounidenses. JT Canales dijo; "todas las personas acusadas de un delito se negaron a ser arrestadas porque no creían que los oficiales de la ley les otorgarían la protección que les garantiza la Constitución y las leyes de este estado " . Un abogado en San Benito, nombrado William GB Morrison, dijo que el linchamiento de Muñoz fue " la chispa que encendió la llama entre los blancos " . Sin embargo, un investigador federal dijo que el linchamiento era "una expresión de indignación de la gente contra el fracaso reiterado de hacer cumplir las leyes".
John William Weber dice que el "conflicto personal" fue la causa de parte de la violencia. Weber dice que el "ejemplo más importante" fue el de Aniceto Pizana, el propietario de Los Tulitos Ranch. El vecino de Pizana, Jeff Scrivener, era conocido por querer las tierras de Pizana, por lo que a principios de agosto le dijo a las autoridades estadounidenses que Pizana estaba aliado con los rebeldes y había albergado a algunos de ellos durante una de sus redadas. A pesar de esta acusación, ninguna evidencia sugiere que Pizana haya tenido algún vínculo significativo con los rebeldes, aunque era amigo de Luis de la Rosca, un raider conocido que era dueño de una tienda en Río Hondo. En respuesta al reclamo de Scrivener, una fuerza de unos treinta Rangers de Texas, soldados del Ejército de los Estados Unidos y algunos alguaciles adjuntos atacaron el Rancho Los Tulitos el 3 de agosto. Durante el tiroteo que siguió, un soldado murió y otras tres personas resultaron heridas. Incluyendo dos alguaciles y el hijo de Pizana. El propio Pizana se escapó y, según Weber, se unió a Luis de la Rosca después del ataque a su rancho. A partir de entonces, Rosca y Pizana se convirtieron en los "líderes militares primarios del Plan [de San Diego]" . El 6 de agosto, Luis de la Rosca dirigió una redada en la ciudad de Sebastian, matando a AL Austin y su hijo Charles. Austin anteriormente se desempeñó como presidente de la Liga de Ley y Orden que, según los investigadores federales, "había expulsado a varios hombres malos de esa sección [Sebastian, Texas]" y, por lo tanto, era un objetivo ideal para los asaltantes que lo consideraban un enemigo racista. Dentro de los próximos días después de la muerte de los Austins, varios mexicanos locales fueron asesinados por los Guardabosques de Texas o por los vigilantes. Una pandilla dirigida por el juez general de Texas, Henry Hutchings, y el Capitán Ransom mataron a tres personas solas. Mientras tanto, los rebeldes estaban destruyendo las propiedades del ferrocarril al romper las vías, quemar puentes y atacar a los reparadores que fueron enviados para solucionar los problemas.
La redada "más audaz"  durante la campaña de los Seditionistas ocurrió en Norias Ranch, la sede de la división más al sur de King Ranch. En la noche del 8 de agosto, en algún lugar entre cuarenta y cinco y setenta rebeldes atacaron Norias, que fue defendida por un escuadrón de soldados de caballería estadounidenses, unos pocos policías y unos pocos rancheros. Durante las dos horas de batalla que siguieron, al menos una docena de personas murieron o resultaron heridas y posiblemente muchas más antes de que los rebeldes se retiraran a México. Otra batalla se libró a la mañana siguiente cuando los asaltantes mexicanos encontraron una fuerza de soldados y soldados de Texas cuando intentaban cruzar el Río Grande. Los estadounidenses informaron que mataron a otros doce rebeldes y que muy pocos lograron cruzar el río. Durante las siguientes semanas, el oeste de Texas estuvo plagado de "asesinatos casi diarios", el más notable de los cuales ocurrió el 19 de octubre. Ese día, una banda de asaltantes descarriló un tren seis millas al norte de Brownsville y mató a varias personas blancas a bordo, dejando el Los pasajeros mexicanos ilesos. Cuando el Capitán Ransom llegó a la escena, encontró a cuatro mexicanos en las cercanías y los ejecutó a todos. El 21 de octubre, Rosca y Pizana lideraron entre veinticinco y 100 rebeldes en la última incursión importante de la campaña seditionista. Como la mayoría de las redadas, fue un fracaso para los rebeldes. Esta vez, un escuadrón de ocho hombres de la señal del ejército fueron asediados por los mexicanos en Ojo de Agua hasta que fueron relevados por doce hombres de la 3.ª Caballería , bajo el capitán W. J. Scott. Al menos siete rebeldes murieron como resultado de la batalla y al menos otros siete resultaron heridos. Los estadounidenses sufrieron una muerte de civiles, tres soldados muertos y ocho heridos.
Para diciembre de 1915, la amenaza de los asaltantes mexicanos estaba disminuyendo lentamente, pero en el verano de 1916 comenzaron una serie de ataques menores, todos alrededor de Laredo, Texas. Ese año, Luis de la Rosca reclutó a su primo villista José Morin para capturar a San Antonio, pero un panadero en Kingsville, conocido como Victoriano Ponce, informó a los Vigilantes de Texas que arrestaron a ambos hombres en mayo. Los dos fueron aparentemente asesinados por los guardaparques porque nunca fueron vistos de nuevo después de su arresto. Según los investigadores del Ejército de los Estados Unidos, más de 300 mexicanos fueron asesinados durante la campaña de los seditionistas.